# Biszkvit

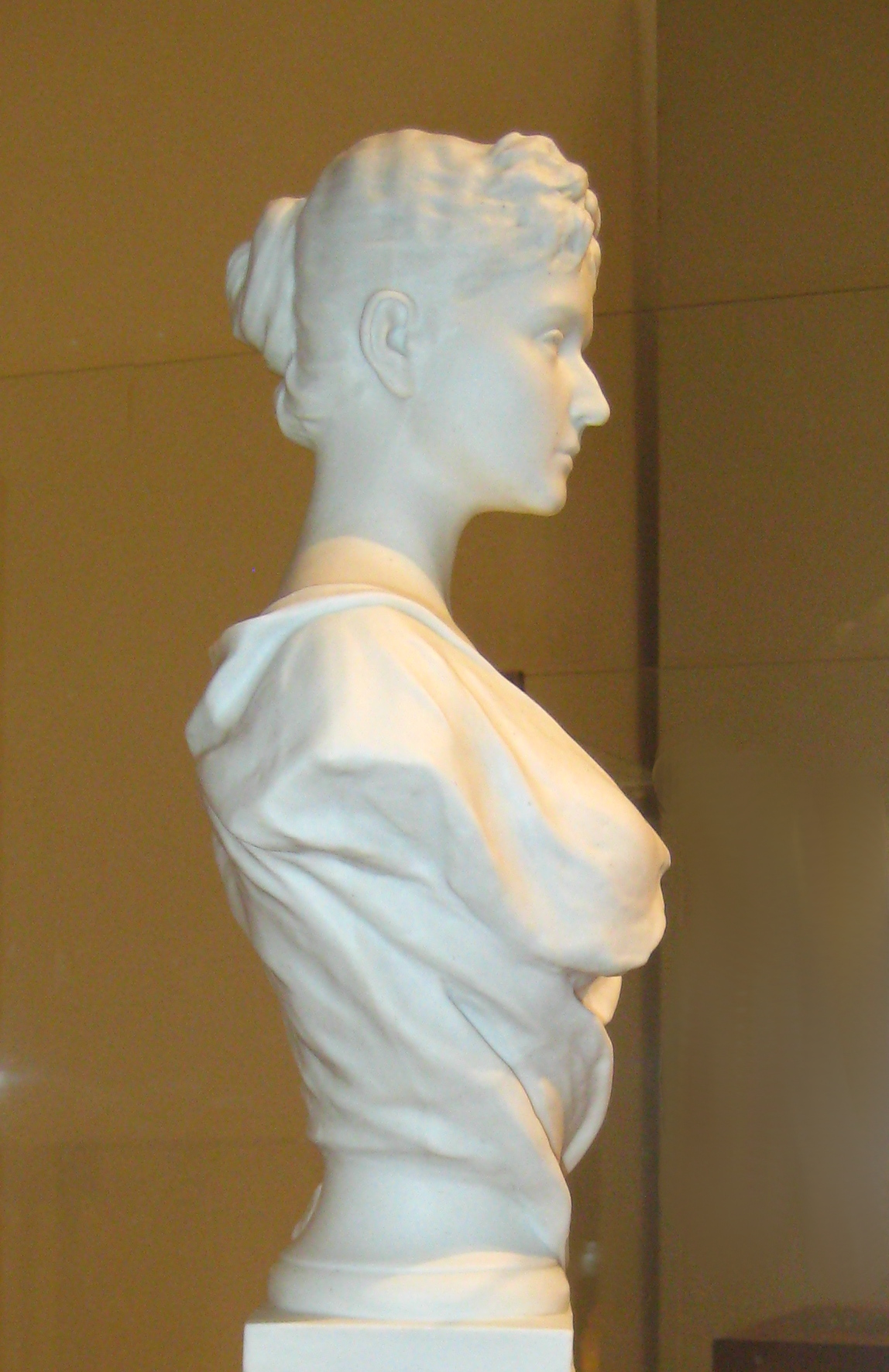
Biszkvit mellszobor

A biszkvit (biscuit, bisquit, bisquitte, biskuit) a mázatlan porcelán (parianporcelán, szoborporcelán) megnevezése, ritkábban mázatlan fajanszot vagy kőedényt is jelölnek vele. A szó jelentése átragadt a kétszersültre.
A biszkvit égetés tömörre égetett mázas kerámiák égetését jelenti, amit két fázisban (ezért ragadt át a jelentése a kétszersültre) végeznek. A mázatlan égetés alacsonyabb hőmérsékletű, a második, mázas égetés legalább 100 °C-kal magasabb hőmérsékleten történik.
A biszkvit porcelánt kb. 24 órán át 1410-1480 °C-on hevítik. Sokkal finomabb lehet, mint a mázazott porcelán. A biszkvit porcelán márványhatású, fényessége az égetés hőmérsékletétől függ. Kedvelt technikája a plakett készítésének.
Divatja az 1756-tól készült sèvres-i szobrocskák révén terjedt el, az 1900-as évek első felében ismét divatba jött.